# A1 (Bulgarije)
De A1 of Trakija (Bulgaars: Тракия) is een autosnelweg in Bulgarije. De weg is inmiddels voltooid en loopt van Sofia via Plovdiv en Stara Zagora naar de kuststad Boergas. De A1 is 360 km lang. 
In juli 2013 werd het nog ontbrekende stuk tussen Nova Zagora en tussen Karnobat volledig opgeleverd. Het is daarmee de eerste autosnelweg in Bulgarije die volledig is opgeleverd.
Eerder was er sprake van dat deze weg van de Servische grens via Sofia naar Boergas zou gaan lopen. De Kalotina-Sofia autosnelweg sluit aan op de  Noordelijke randweg van Sofia, waar ook de A1, A2 en A6 op aansluiten. Doordat ook in Servië aan een stuk snelweg tussen de grensplaats Dimitrovgrad naar Niš wordt gewerkt zullen de snelwegen daarmee een onderdeel gaan vormen van de Pan-Europese corridors.
Aan de kant van Boergas moet de weg worden aangesloten op de A5 naar de meer noordelijk gelegen kustplaats Varna.
De A1 zelf is in zijn geheel onderdeel van de Pan-Europese Corridor VIII. De eerste 170 kilometer van de weg vanuit Sofia maakt onderdeel uit van de corridor IV, daar begint de A4 in de richting van Istanboel.
Aangezien de corridor X vanaf Sofia de route van de corridor IV volgt, is de A1 daarmee ook onderdeel van deze laatste route.
De weg is genoemd naar de regio Thracië waar de A1 doorheen loopt.
A1 - Trakija · 
A2 - Hemoes · 
A3 - Stroema · 
A4 - Maritsa · 
A5 - Tsjerno More · 
A6 - Europa · 
A7 - Veliko Tarnovo-Ruse · 
Noordelijke randweg van Sofia · 
Botevgrad-Vidin expresweg